# Тулузский поход
Тулузский поход (1159) — попытка Генриха II овладеть графством Тулузским.

## Тулузское наследство
Став, благодаря браку с Алиенорой, герцогом Аквитанским, Генрих II возобновил давние претензии Аквитанского дома на Тулузу, полученные путём женитьбы Гильома IX на Филиппе, дочери графа Гильома IV.
В конце 1158 или начале 1159 года Генрих заключил в Блае союз с графом Барселонским Рамоном Беренгером IV против Тулузы. Аналогичный союз Рамон Беренгер в 1158 году заключил с виконтом Роже II Транкавелем, виконтессой Эрменгардой Нарбонской и Гильомом VI де Монпелье.
Раймонд Тулузский постарался нейтрализовать своих противников в Лангедоке, договорившись с Бернаром Пеле и Беатрисой де Мельгёй, а также с рыцарями диоцеза Магелон, которые начали военные действия против сеньора Монпелье и его союзников.

## Жизорский договор
Весной 1158 года Генрих II послал в Париж своего канцлера Томаса Бекета с предложением брака между его наследником Генрихом Молодым и дочерью французского короля Маргаритой. Людовик VII, опасавшийся войны с Англией, был вынужден встретиться с Генрихом у Жизора и подписать 31 августа 1158 договор, по которому в приданое Маргарите давался Нормандский Вексен, остававшийся до заключения брака под охраной тамплиеров. Генрих обещал своему сыну значительную ренту и города Линкольн и Авранш.

## Выступление в поход
Во время великого поста 1159 года Генрих отдал приказ о сборе войск. Сам он с женой на Пасху 12 апреля в третий раз короновался в Винчестере, после чего отбыл на континент. Сбор был назначен на 24 июня в Пуатье. Французский король встретился с Генрихом в Туре, но не смог отговорить его от похода, так как и сам, в бытность мужем Алиеноры, в 1141 требовал от её имени Тулузу. 6—8 июня прошла еще одна безрезультатная встреча на нормандской границе.
В конце июня генеральная ассамблея баронов Анжуйской империи состоялась в Пуатье, после чего армия, «какой никогда прежде не видели», выступила в Перигё. Из Англии Генрих потребовал только прибытия своих баронов, остальным рыцарям предоставил возможность внести налог в две марки (из расчета 8 пенсов в день за обязательный срок феодальной службы). Это позволило собрать 2440 фунтов стерлингов. Духовенство, города и евреи предоставили «добровольные пожертвования». В походе участвовали юный шотландский король Малкольм IV, канцлер Томас Бекет, который привел отряд в 700 рыцарей, Гильом де Блуа, сын короля Стефана Блуасского. Генрих произвел Малкольма в рыцари.

## Война
6 июля 1159 года Людовик еще раз встретился с Генрихом, но не смог его остановить, и английская армия вторглась в Тулузское графство. Каор сдался, после чего  были взяты еще несколько замков. Генрих отправил послания графу Барселоны, Транкавелю и Гильому де Монпелье, а сам овладел замком Верден на Гаронне, в пяти лье от Тулузы. Затем был взят Кастельно д'Эстретфон, в четырех лье к северо-западу от города, где Генрих встал лагерем. Тулуза была осаждена. Раймонд V Тулузский просил помощи у своего сюзерена и шурина, но Людовик располагал очень незначительными силами, не мог противостоять Генриху в поле, а потому, прибыв в сентябре на театр военных действий, укрылся за стенами Тулузы.
Каталонские войска могли присоединиться к Генриху не раньше начала августа, так как Рамон Беренгер 11 июля был еще за Пиренеями.
Осада была неудачной. Потеряв немало людей, Генрих был вынужден её снять, так как приближался конец сезона. После трех месяцев похода он в день Св. Михаила прибыл в Узерш в Лимузене, и в октябре отправился обратно в Нормандию, оставив в Лангедоке Томаса Бекета и коннетабля Генри Эссекса с задачей укрепить Каор, охранять завоеванную страну и продолжать войну с тулузским графом в союзе с каталонцами, Транкавелем и сеньором Монпелье. Англичане захватили и вернули Транкавелю несколько замков, которые он был вынужден передать Раймонду за своё освобождение из плена.
Чтобы оправдать неудачу осады, потребовавшей огромных расходов, Генрих заявлял, что не хотел сражаться против своего сюзерена, короля Франции. Мало кто из историков принимает эти слова всерьез; более вероятным объяснением является то, что Генрих был весьма посредственным военачальником, значительно уступавшим своему отцу Жоффруа Красивому и сыну Ричарду. На обратном пути умерли Гильом Булонский и Эмар, сын графа Глочестера.
К отступлению Генриха также побудила диверсия, предпринятая французами. Братья Людовика Филипп, епископ Бове, и Роберт I де Дрё совершали набеги на территорию Нормандии. Генриху удалось склонить к измене Тибо V де Блуа, сенешаля Франции, и Симона III де Монфора, графа д'Эврё. Измена последнего позволила разместить английские войска в замках Монфор-л'Амори, Рошфор и Эпернон в нескольких лье от Парижа. Вернувшись в Нормандию, Генрих опустошил Бовези и взял Жерберуа. Переход на сторону противника графа де Блуа затруднил сообщение с Орлеаном и Этампом. Людовик был фактически окружен в столице.

## Мир
В декабре 1159 года было заключено перемирие до 22 мая, а в мае 1160 года подписан мирный договор. Маргарита становилась невестой английского наследника. В приданое ей давался Нормандский Вексен. Симон де Монфор снова становился вассалом короля Франции и получал полное прощение. С Тулузским графством устанавливалось перемирие на один год, при этом Генрих сохранял завоеванное графство Керси. Генрих, не дожидаясь достижения детьми брачного возраста, немедленно их обвенчал и завладел Нормандским Вексеном, заставив тамплиеров угрозами и подкупом передать ему вексенские замки.